# Lumpy Gravy
| 전문가 평가   | 전문가 평가 |
| 평가 점수     | 평가 점수   |
| 출처          | 점수        |
| ------------- | ----------- |
| Allmusic      | [ 1 ]       |
| Rolling Stone | (negative)  |
| Uncut         | 7/10        |

《Lumpy Gravy》는 프랭크 자파의 데뷔 솔로 음반으로 자파가 작곡하고 그가 아브누칼스 에뮤우카 일렉트릭 교향악단이라고 부르는 세션 연주자들이 연주했다. 자파는 이 오케스트라를 지휘했지만 음반에서는 연주를 하지 않았다. 이 음반은 전체적으로 그의 세 번째 음반이고, 그의 이전 음반들은 그의 그룹인 마더스 오브 인벤션의 이름으로 되어 있었다.
1967년 8월 7일, 캐피틀 레코드에 의해 4트랙 스테레오팍 형식으로만 의뢰되었다가 MGM 레코드의 소송으로 철회되었다. MGM은 이 음반이 자파와의 자회사인 버브 레코드와의 계약을 위반했다고 주장했다. 1968년, 그것은 MGM의 버브 레코드에 의해 갈리고 1968년 5월 13일에 발매되었다. 이 음반의 최종 버전은 원래 관현악 연주에서 나온 요소들과 서프 음악과 구어체의 요소를 결합한 두 개의 구체 음악 곡으로 구성되었다. 그것은 음악과 편집으로 찬사를 받았다.
《We're Only in It for the Money》와 동시에 프로듀싱한 자파는 《Lumpy Gravy》를 나중에 그의 최종 음반인 《Civilization Phaze III》를 포함하는 개념적 연속성의 두 번째 부분으로 보았다.

## 녹음
마더스 오브 인벤션의 데뷔 음반인 《Freak Out!》이 발매된 후, 캐피틀 레코드 A&R의 대표 닉 베네트는 마더스 오브 인벤션의 리더인 프랭크 자파가 작곡한 관현악 음반을 의뢰했다. 베네트는 그 음반에 4만 달러를 썼다. 자파는 버브 레코드와 MGM 레코드와의 계약으로 그가 다른 레이블로 녹음된 음반에 연주하는 것을 허락하지 않았기 때문에, 그는 제안된 음반에 어떤 악기도 연주할 수 없었고, 대신 녹음을 위해 고용된 세션 뮤지션들로 구성된 오케스트라의 지휘자로 활동했다. 자파는 "MGM과의 계약은 제가 그렇게 하는 것을 막지 못했습니다. 지휘자로 서명이 안 됐어요."
《Lumpy Gravy》는 11일 만에 쓰여진 짧은 오라토리오로 구상되었다. 자파는 이 강좌를 위해 모인 그룹을 "아브누칼스 에뮤우카 일렉트릭 교향악단"라고 명명했다.
퍼커션 연주자인 에밀 리처즈는 자파가 록 밴드의 기타리스트일 뿐이라고 믿으며 녹음 세션이 시작되면서 자파가 누구인지 몰랐으며 그를 심각하게 받아들이지 않았다고 회상했다. 그러나, 그들을 만나자마자 자파는 뮤지션들에게 곡들의 점수를 주었는데, 그것은 치밀하고 복잡하며 시간적 서명이 다양했다. 리처즈의 친한 친구인 기타리스트 토미 테데스코는 녹음 세션의 또 다른 멤버였다. 테데스코는 자파가 자신이 무엇을 하고 있는지 모른다고 믿으며 자파를 조롱했다. 세션에 고용된 바순 연주자와 베이스 클라리넷 연주자는 연주할 수 없다고 선언하면서 그들의 파트 수행을 거부했다. 자파는 "만약 내가 네 역할을 한다면, 너도 한번 해 볼래?"라고 대답했고, 자파는 그 후 다른 연주자들을 위해 악보를 연주했는데, 그들은 할당된 부분을 연주하기로 동의했다. 녹음 시간이 끝날 무렵 리처즈와 테데스코는 자파의 재능을 확신하게 되었고, 작곡가와 친구가 되었다. 리처즈는 나중에 자파의 음반 《Orchestral Favorites》에 나오는 세션에서 공연을 했다.

## 곡 목록
모든 곡들은 프랭크 자파에 의해 작사/작곡하였다.
| #  | 제목                     | 재생 시간 |
| -- | ------------------------ | --------- |
| 1. | 〈Sink Trap〉            | 2:45      |
| 2. | 〈Gum Joy〉              | 3:44      |
| 3. | 〈Up and Down〉          | 1:52      |
| 4. | 〈Local Butcher〉        | 2:36      |
| 5. | 〈Gypsy Airs〉           | 1:41      |
| 6. | 〈Hunchy Punchy〉        | 2:06      |
| 7. | 〈Foamy Soaky〉          | 2:34      |
| 8. | 〈Let's Eat Out〉        | 1:49      |
| 9. | 〈Teenage Grand Finale〉 | 3:30      |

| #   | 제목                                          | 재생 시간 |
| --- | --------------------------------------------- | --------- |
| 1.  | 〈The Way I See It, Barry〉                   | 0:06      |
| 2.  | 〈Duodenum〉                                  | 1:32      |
| 3.  | 〈Oh No〉                                     | 2:03      |
| 4.  | 〈Bit of Nostalgia〉                          | 1:35      |
| 5.  | 〈It's from Kansas〉                          | 0:30      |
| 6.  | 〈Bored Out 90 Over〉                         | 0:31      |
| 7.  | 〈Almost Chinese〉                            | 0:25      |
| 8.  | 〈Switching Girls〉                           | 0:29      |
| 9.  | 〈Oh No Again〉                               | 1:13      |
| 10. | 〈At the Gas Station〉                        | 2:41      |
| 11. | 〈Another Pickup〉                            | 0:54      |
| 12. | 〈Don't Know If I Can Go Through This Again〉 | 3:49      |

| #   | 제목                                     | 재생 시간 |
| --- | ---------------------------------------- | --------- |
| 1.  | 〈Very Distraughtening〉                 | 1:33      |
| 2.  | 〈White Ugliness〉                       | 2:22      |
| 3.  | 〈Amen〉                                 | 1:33      |
| 4.  | 〈Just One More Time〉                   | 0:58      |
| 5.  | 〈A Vicious Circle〉                     | 1:12      |
| 6.  | 〈King Kong〉                            | 0:43      |
| 7.  | 〈Drums Are Too Noisy〉                  | 0:58      |
| 8.  | 〈Kangaroos〉                            | 0:57      |
| 9.  | 〈Envelops the Bath Tub〉                | 3:42      |
| 10. | 〈Take Your Clothes Off When You Dance〉 | 1:53      |